# St. Clair Thomas
St. Clair Thomas ist ein Politiker aus St. Vincent und die Grenadinen.
Thomas ist Mitglied der New Democratic Party (NDP). Für diese trat er bei den Parlamentswahlen im Juni 1998 im Wahlkreis South Windward an, verlor aber gegen Vincent Beache von der Unity Labour Party (ULP). Da die NDP jedoch insgesamt die Wahl knapp mit 8:7 Sitzen gewann, wurde Thomas zum Senator gewählt und war vom 9. Juli 1998 bis zum 16. Dezember 1999 Minister für Gesundheit und Umwelt, unter Generalgouverneur Charles Antrobus und Premierminister James Fitz-Allen Mitchell.
Thomas ist promovierter Hals-Nasen-Ohren-Arzt und war von 2001 bis 2012 Chief Medical Officer, bevor er in den Vorruhestand ging.